# Onufrijivský rajón
Onufrijivský rajón (ukrajinsky Онуфріївський район) byl rajón v Kirovohradské oblasti na Ukrajině. Hlavním městem byla Onufrijivka a rajón měl přibližně 34 tisíc obyvatel. 

## Sídla v rajónu
- Onufrijivka
- Pavlyš